# Bert en Ernie
Bert en Ernie zijn een bekend Muppetduo. Ze debuteerden in 1969 op de Amerikaanse televisie in het kinderprogramma Sesame Street, en maakten oorspronkelijk deel uit van een groep Muppets van Jim Henson. Ze behoorden al snel tot de populairste Muppets. Tot op de dag van vandaag vormen Bert en Ernie een vast onderdeel van Sesamstraat-uitzendingen over de hele wereld. Ze waren ook al te zien vanaf de allereerste aflevering van Sesamstraat, die in Nederland en Vlaanderen werd uitgezonden op 4 januari 1976.
Bert en Ernie zijn, ondanks hun vele meningsverschillen, twee goede vrienden die samen in één appartement wonen. Hun karakters zijn bewust heel verschillend gemaakt, met als onderliggende boodschap dat dit een goede vriendschap niet in de weg hoeft te staan.

## Achtergrond

### Bert
Bert is de langste van de twee; hij heeft een lang geel hoofd met een oranje neus, een verticaal gestreepte trui en is duidelijk herkenbaar aan zijn ene doorlopende wenkbrauw. Bert is enigszins humeurig van aard en heeft een paar belangrijke hobby's. Zo houdt hij van duiven en verzamelt hij paperclips, schelpen, postzegels en flessendoppen. Verder zit hij graag rustig in zijn luie stoel een boek te lezen, op Nederlandse geluidsdragers bij voorkeur over Zipje en Zopje of De Geschiedenis van havermout van Molly de Gruwel. Af en toe komt Bert voorbij als hij zijn 'papierofoon' bespeelt, het geluid hiervan is afkomstig van een kazoo.
Bert is jarig op 26 juli.
Bert heeft op de lp- en de cd-versies in tegenstelling tot Ernie twee terugkerende familieleden en dat zijn oom Rudolf en tante Coleta. Alleen zijn oom speelt af en toe mee en zijn stem wordt ingesproken door Clous van Mechelen.

### Ernie
Ernie is wat kleiner van stuk dan Bert, en heeft een breed oranje hoofd met een rode neus. Ernie is qua karakter op veel punten het tegengestelde van Bert: hij is de vrolijke naïeveling die Bert af en toe tot waanzin drijft met zijn rare acties en briljante ideeën. Ernie mag Bert ook graag plagen, maar als goede vrienden komen ze daar altijd wel weer uit. Ernie is dol op zingen en muziek maken, en hij speelt erg graag met zijn rubber eendje als hij in bad zit. Ernie viert zijn verjaardag op 28 januari.
Ernies liedje Rubber Duckie (Nederlands: Troeteleendje) werd in 1970 in de Verenigde Staten als single uitgebracht en kwam toen in de top 40.
Over de uitspraak van Ernies naam bestaat een levendige controverse. Er zijn mensen die de naam uitspreken naar Engels voorbeeld (IPA: əɹni), terwijl andere mensen 'Ernie' naar het Nederlands uitspreken (IPA: ɛrni). De makers van de Nederlandse versie van Sesamstraat zelf hebben nooit anders dan de Nederlandse uitspraak gebruikt. Vooral Wim T. Schippers is hier fel op.

### Namen
Er is geopperd dat Bert en Ernie zouden zijn genoemd naar politieagent Bert en taxichauffeur Ernie uit de film It's a Wonderful Life uit 1946, maar dat verhaal is door Jim Henson en overige medewerkers van Sesame Street altijd ontkend. De namen zouden gewoon door Henson zijn gekozen omdat ze goed klonken; de overeenkomst met de namen in It's a Wonderful Life zou louter toeval zijn.

### Homoseksualiteit
Omdat Bert en Ernie een huis en een slaapkamer delen, is er wel gesuggereerd dat ze een homoseksueel koppel zouden zijn of zelfs zouden moeten trouwen. Sesame Workshop ontkende in 2011 dat Bert en Ernie een liefdeskoppel zouden voorstellen, in reactie op een petitie die was gestart om een homohuwelijk tussen Bert en Ernie te laten sluiten. Sesame Workshop stelde dat zij ook niet hetero of bi zijn, maar poppen zonder seksuele relatie.
Echter, de schrijver heeft in 2018 in een interview onthuld dat Bert en Ernie wel een relatie hebben.

## Vertolkers
Jim Henson speelde zelf Ernie tot aan zijn dood in 1990. Daarna werd het personage overgenomen door Steve Whitmire en sinds diens ontslag in 2017 verzorgt Peter Linz het poppenspel en de stem. Bert werd van 1969 tot 2000 gespeeld door de bekende poppenspeler Frank Oz. Omdat deze zich meer op regisseurswerk wilde toeleggen, heeft Eric Jacobson Bert daarna voor zijn rekening genomen.
In Nederland waren het Frans van Dusschoten en Ger Smit die in 1974 als eersten hun stemmen leenden aan Bert en Ernie voor een proefaflevering van Sesamstraat. Sinds de eerste officiële Nederlandse aflevering van Sesamstraat in 1976 worden hun stemmen echter ingesproken door Paul Haenen (Bert) en Wim T. Schippers (Ernie). Haenen en Schippers waren hiertoe benaderd door Ton Hasebos, pionier van de Nederlandse versie van Sesamstraat. Hasebos, Haenen en Schippers kenden elkaar reeds van hun stemmenwerk voor de kinderserie Beertje Colargol.
Oorspronkelijk werd Haenen alleen gevraagd om de stem van Grover te verzorgen; Hasebos zou de stem van Bert voor zijn rekening nemen, samen met Wim T. Schippers als Ernie. Haenen meende echter dat hij de beste keus zou zijn voor Bert en mocht daartoe een auditie doen. Hasebos was vervolgens zo eerlijk om toe te geven dat Haenen toch het meest geschikt was voor de stem van Bert, waardoor Haenen de rol toebedeeld kreeg. Tot op de dag van vandaag verzorgen Haenen en Schippers de stemmen van Bert en Ernie; eenmaal per jaar gaan beide heren de studio in om nieuw Amerikaans Bert-en-Ernie-materiaal van Nederlandse stemmen te voorzien. Aanvankelijk deden ze dit tegelijkertijd, maar omdat ze te veel lol hadden bij de opnames, die daardoor veel te lang duurden, spreken ze nu ieder apart hun stem in.

## Poppen
De handen van Ernie worden door echte handen aangestuurd, terwijl die van Bert met behulp van dunne stokjes worden bewogen. Vaak worden de Muppets door twee of drie mensen bediend.

## Thema's
Enkele voorbeelden van terugkerende thema's zijn;
- Ernie die in de vroege filmpjes Berts neus eraf haalt.
- Ernie weet Bert zover te krijgen om een spelletje te doen. Net wanneer Bert het leuk begint te vinden, besluit Ernie om weer wat anders te gaan doen.
- Ernie wil iets lekkers delen met Bert, maar in zijn pogingen dit op een eerlijke manier te doen eet Ernie zelf juist alles op.
- Ernie houdt Bert 's nachts uit zijn slaap voor de meest onzinnige dingen, of Bert kan niet slapen doordat Ernie in plaats van schapen allerlei lawaaiige dingen telt, zoals brandweerauto's. In een variant hierop leidt Ernie Bert steeds af als hij naar z`n favoriete radiozender zit te luisteren, bv. door binnenshuis met een band te oefenen.
- Ernie neemt alleen onnodige dingen mee naar de wasserette of de bibliotheek omdat hij op het ergste voorbereid wil zijn.
- Ernie en Bert spelen een vader en zoon uit de oertijd of sprookjesfiguren.

De meeste filmpjes spelen zich af in het huis van Bert en Ernie, maar soms ook op een andere plek, bijvoorbeeld aan het strand. In enkele filmpjes zijn ook andere bewoners van Sesamstraat te zien.

## Nederlandstalige discografie (onvolledig)
Onderstaande werken zijn alle met de stemmen van Paul Haenen en Wim T. Schippers:
| Nummer | Album                                                                   | Jaar      |
| ------ | ----------------------------------------------------------------------- | --------- |
| 1      | 'k Wist niet dat je kwaad werd                                          | 1978      |
| 2      | Bert en Ernie vervelen zich nooit                                       | 1981      |
| 3      | Een uur niet zeuren                                                     | 1982      |
| 4      | Hoor wie klopt daar kinderen (Een Sinterklaasfeestje met Bert en Ernie) | 1982      |
| 5      | Maak er wat van!                                                        | 1983      |
| 6      | In een uur de wereld rond                                               | 1984      |
| 7      | Kerstfeest met Bert en Ernie                                            | 1984/1987 |
| 8      | Hé Hé Hé, we maken muziek                                               | 1996      |
| 9      | Hiep Hiep Hoera                                                         | 1996      |
| 10     | Kompe Dompe Doeli                                                       | 1996      |
| 11     | Bert en Ernie's Fanbox                                                  | 2003      |

## Varia
- In januari 1996 werden de originele Bert en Ernie-poppen van Sesamstraße − de Duitse spin-off van het kinderprogramma − gestolen tijdens een tentoonstelling in Erfurt. Anderhalve maand later waren de poppen weer terecht.[8][9]
- Ter gelegenheid van het 40-jarig bestaan van Sesamstraat werden in januari 2016 de poppen in een uitzending van De Wereld Draait Door live geïnterviewd. Paul Haenen baarde daar opzien door Bert te laten zeggen dat hij seks had gehad met Patricia Paay. Volgens hem was het een ervaring die de hele nacht had geduurd. Haenen schrok zelf van zijn uitspraak, omdat het de wens van de Amerikaanse bedenkers was dat de poppen altijd seksloos zouden zijn.[10]
- In Duitsland zetten ze op de RTL-zender een humoristische short op van Bert en Ernie met maar één oog genaamd Bernie und Ert.